# 普雷斯特雷爾耶尼克山

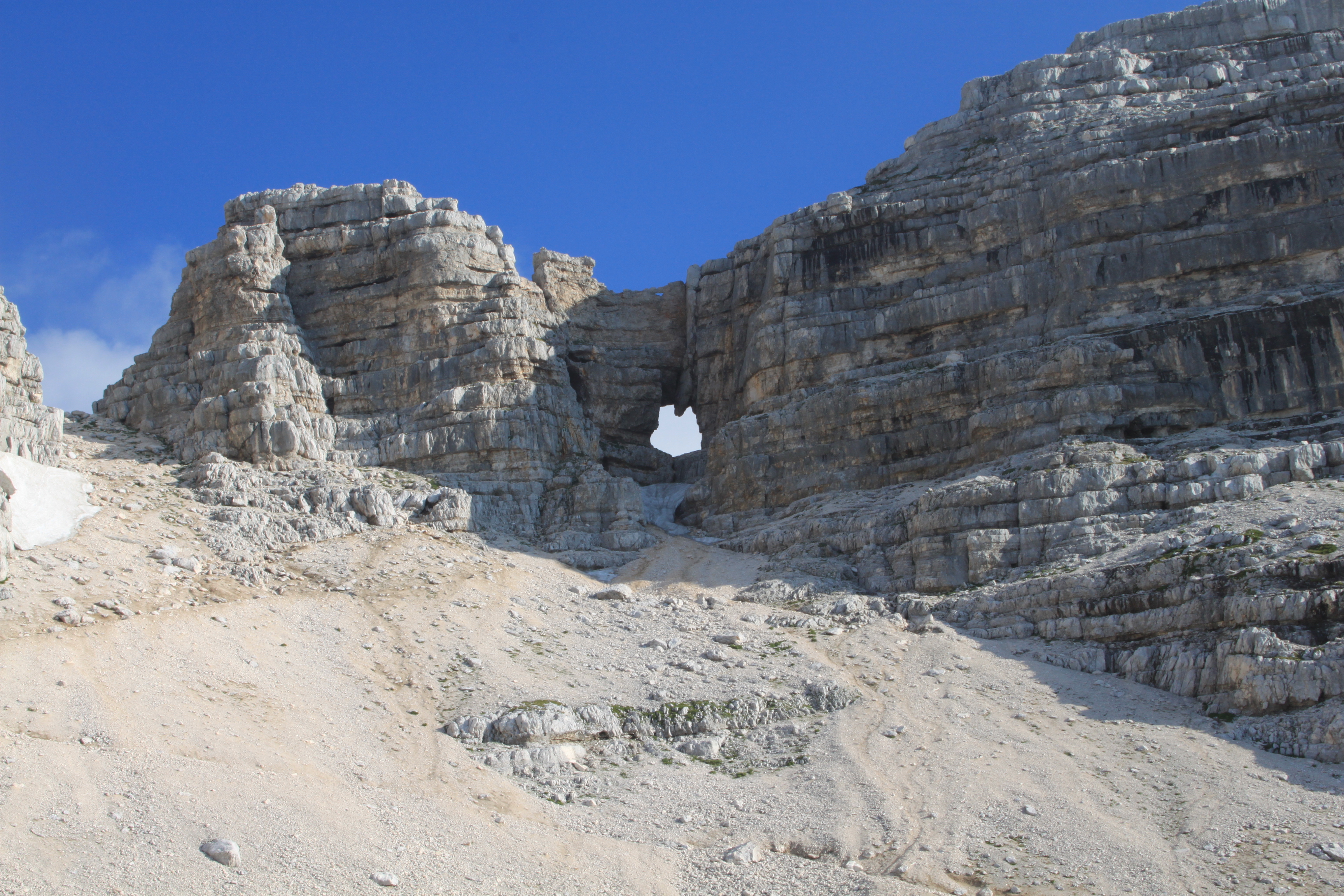

普雷斯特雷爾耶尼克山是中歐的山峰，位於意大利和斯洛文尼亞接壤的邊境，屬於朱利安阿爾卑斯山脈的一部分，海拔高度2,499米。冬季，有高山滑雪者造訪。